# Будівельник (видавництво)
Видавництво «Будівельник» — державне спеціалізоване видавництво, засноване 1947 року. Спеціалізувалося на виданні виробничо-технічної літератури з питань будівництва, архітектури й житлово-комунального господарства.

## Історія
Засноване в 1947 році, як видавництво Академії будівництва та архітектури УРСР, у 1964—1995 роках — видавництво «Будівельник».
Видавало українською та російською мовами наукові праці, збірники, довідкову літературу, зокрема, ілюстрований довідник-каталог «Памятники градостроительства и архитектуры Украинской ССР» (в 4-х т., 1983–1985), «Народное архитектурное творчество» В. Самойловича (1989), «Ландшафтная архитектура» із серії «Справочник архитектора» (1990), «Російсько-український словник. Будівництво» (1994), «Архітектура: Короткий словник-довідник» (1995). 
У вересні 1995 року видавництво «Будівельник» реорганізовано шляхом злиття його з видавництвом «Техніка» в єдине державне спеціалізоване видавництво «Техніка».